# 57e armée (Union soviétique)
La 57e armée est une armée de campagne de l'Armée rouge de l'Union soviétique créée en 1941, puis dissoute et créée une deuxième fois en 1943. La 57e armée est employée par les Soviétiques dans la lutte contre l'Allemagne pendant la Seconde Guerre mondiale.

## Histoire

### Première formation
La 57e armée est formée en octobre 1941 et subordonnée à la Réserve du haut commandement suprême (RVGK).
Lors de la bataille de Kharkov en mai 1942, l'armée est encerclée et pratiquement détruite. Le général Podlas, le commandant de l'armée, est tué au combat lors d'une retraite. Lentement reconstruite, en décembre 1942, l'armée fait partie du front de Stalingrad. La 57e armée est dissoute en février 1943 pour former le quartier général de la 68e armée.

### Deuxième formation
La 57e armée est reformée une deuxième fois en avril 1943 et subordonnée au front Sud-Ouest. Le 68e corps de fusiliers apparaît pour la première fois dans l'ordre de bataille soviétique le 1er août 1943, dans le cadre de la 57e armée du front sud-ouest. Les divisions subordonnées à cette époque sont les 19e, 52e et 303e divisions de fusiliers. L'unité combat ensuite en Ukraine, en Roumanie, en Bulgarie, en Yougoslavie et en Hongrie jusqu'à la fin de la guerre. Pendant les derniers mois de la guerre, l'armée occupe la position la plus méridionale de la ligne de front soviétique ; au sud de la 57e armée sur le front oriental se trouvaient les forces bulgares (y compris la première armée bulgare) et yougoslaves. À la fin de la guerre, la 57e armée est subordonnée au 3e front ukrainien.
La 57e armée fait partie du Groupe des forces du Sud lors de sa formation en juin 1945, stationnée en Roumanie avec comme garnison Craiova. Le 10 juin 1946, la 57e armée devient la 9e armée mécanisée, comprenant la 19e division de chars, la 20e division mécanisée, la 24e division mécanisée de la Garde et le 6e corps de fusiliers de la Garde. En décembre, le 6e corps de fusiliers est dissous, ainsi que deux de ses divisions. Au début de 1947, la 19e division de chars est renvoyée en Union soviétique, en vue de sa dissolution. Le 15 juillet 1947, l'armée elle-même est dissoute, ainsi que les 24e de la Garde et 20e divisions mécanisées.

## Commandants
- 10.1941 - 02.1942 Dmitri Riabychev (en)
- 02.1942 - 05.1942 Kouzma Podlas (en)
- 05.1942 - 06.1942 A. G. Batiounia
- 06.1942 - 07.1942 Dmitri Nikichov
  - 07.1942 - 01.1943 Fiodor Tolboukhine
- 04.1943 - 05.1943 Pavel Rybalko
- 05.1943 - 10.1944 Nikolaï Gagen
- 10.1944 - 05.1945 Mikhaïl Charokhine (en)
- 06.1946 - 02.1947 Colonel général Issa Pliïev
- 02.1947 - 07.1947 Colonel général Nikolaï Goussev